# Oliver Caruso
Oliver Caruso (* 20. Februar 1974 in Mosbach) ist ein ehemaliger deutscher Gewichtheber und Medaillengewinner bei Olympischen Spielen.

## Sportlicher Werdegang
Seinen ersten internationalen Wettkampf hatte Caruso bei den Europameisterschaften 1992 in Szekszárd. Er startete mit einem Körpergewicht von 75,05 kg im Leichtschwergewicht bis 82,5 kg, da im Mittelgewicht bis 75 kg schon zwei deutsche Heber vertreten waren. Er erzielte 330,0 kg im Zweikampf (150,0 / 180,0 kg) und belegte den 6. Platz. Im selben Jahr startete er mit nur 18 Jahren bei seinen ersten Olympischen Spielen in Barcelona und belegte mit einer Leistung von 325,0 kg den 16. Platz im Mittelgewicht bis 75 kg. Weiterhin konnte er 1992 bei der Junioren-EM in Cardiff im Leichtschwergewicht bis 82,5 kg seinen ersten internationalen Erfolg feiern und Bronze im Zweikampf, sowie Silber im Stoßen gewinnen.
Caruso erhöhte in den folgenden Jahren seine Zweikampfleistung und sein Körpergewicht stetig. Zwei wichtige Stationen in seiner Entwicklung bildeten der Weltmeistertitel der Junioren 1994 in Jakarta in der Klasse bis 83 kg mit einer Leistung von 332,5 kg (150,0 / 182,5 kg) und seine erste Teilnahme an einer Senioren-Weltmeisterschaft 1995 in Guangzhou, wo er mit 365,0 kg (170,0 / 195,0 kg) den 7. Platz in der Klasse bis 91 kg belegte.
Nachdem er bereits bei den Europameisterschaften 1996 in Stavanger mit einer Zweikampfleistung von 380,0 kg (175,0 / 205,0 kg) Silber hinter dem Türken Bulut mit 382,5 kg gewann, zählte Caruso für die Olympischen Spiele durchaus zu den Medaillenfavoriten im Mittelschwergewicht bis 91 kg. So steigerte er sich zu den Olympischen Spielen 1996 in Atlanta erneut auf 390,0 kg (175,0 / 215,0 kg) und konnte mit dieser Leistung Bronze gewinnen. Sieger wurde Alexei Petrow mit 402,5 kg und Zweiter Leonidas Kokas, der ebenfalls 390 kg erzielte, aber das geringere Körpergewicht aufweisen konnte. Für den Gewinn der Bronzemedaille erhielt er – wie alle Gewinner Olympischer Medaillen – vom BundesPräsidenten das Silberne Lorbeerblatt,
Seinen nächsten internationalen Wettkampf bestritt Caruso bei der Europameisterschaft 1997 in Rijeka im Mittelschwergewicht bis 91 kg. Mit einer Zweikampfleistung von 385,0 kg (175,0 / 210,0 kg) gewann er Silber hinter Bulut. Der zweite deutsche Starter Lars Betker belegte Rang 5. Nach der Umstrukturierung der Klassen startete Caruso weiterhin im Mittelschwergewicht nun bis 94 kg. 1998 gewann er die Europameisterschaft im deutschen Riesa mit einer Leistung von 395,0 kg (182,5 / 212,5 kg) im Zweikampf, sowie beide Einzelmedaillen vor Chakarov mit 387,5 kg und Kachiasvilis mit 380,0 kg. Die deutschen Rekorde im Reißen und im Zweikampf, die er bei dieser EM aufstellte, wurden bis heute (Stand: März 2010) noch nicht überboten. Zur WM im selben Jahr in Lahti belegte Caruso mit exakt der gleichen Leistung den zweiten Platz im Zweikampf hinter Kachiasvilis mit 400,0 kg und vor Kokas. Im Reißen konnte er mit 182,5 kg den Weltmeistertitel gewinnen.
Nach einer Hüftverletzung 1998, aufgrund der er nicht an den Olympischen Spielen 2000 in Sydney teilnehmen konnte, startete Caruso erstmals wieder bei der Weltmeisterschaft 2001 in Antalya und konnte mit 377,5 kg den 8. Platz belegen. Zur EM 2002 in Antalya erreichte er mit 380,0 kg den 6. Platz. Bei der WM 2002 in Warschau konnte er mit 180,0 kg im Reißen seinen zweiten Weltmeistertitel gewinnen und belegte mit 387,5 kg (180,0 / 207,5 kg) den 3. Platz im Zweikampf. Bei seiner letzten WM 2003 in Vancouver reichten 380,0 kg im Zweikampf für den 9. Platz. Auch zu den Olympischen Spielen 2004 in Athen konnte Caruso verletzungsbedingt trotz Qualifikation nicht antreten.
Seinen Versuch bei den Olympischen Spielen 2008 erneut anzutreten, brach Caruso ab und beendete seine internationale Karriere im April 2008. Seinen letzten Mannschaftskampf absolvierte er im April 2009 gegen den AC Germania St. Ilgen. In der Bundesliga trat Oliver Caruso bei weit über 100 Wettkämpfen für den SV Germania Obrigheim an und konnte dabei zweimal Deutscher Mannschaftsmeister sowie zweimal Deutscher Vizemannschaftsmeister werden.

## Sonstiges
- Caruso hält zurzeit (Stand: März 2010) den deutschen Rekord im Reißen in der Klasse bis 94 kg mit 182,5 kg, sowie den Rekord im Zweikampf dieser Klasse mit 395,0 kg. Des Weiteren hält er diverse Jugend- und Juniorenrekorde.
- Caruso arbeitet seit Januar 2013[7] als Nachfolger von Frank Mantek als Bundestrainer der deutschen Nationalmannschaft für den Bundesverband Deutscher Gewichtheber (Stand: August 2016[8]).
- leitet ein Fitnessstudio in Schwarzach sowie Mosbach mit Schwerpunkt Gewichtheben

## Persönliche Bestleistungen
- Reißen: 182,5 kg 1998 in Riesa in der Klasse bis 94 kg
- Stoßen: 220,5 kg[9]
- Zweikampf: 397,5 kg (180 + 218 kg) 1998 in Regen in der Klasse bis 105 kg